# Мост Королевы Елизаветы II
Мост королевы Елизаветы II (англ. Queen Elizabeth II Bridge) - вантовый автодорожный мост через реку Темзу в Дартфорде, графство Кент, Англия. Соединяет Дартфорд с административной единицей Таррок графства Эссекс. Является частью автомобильной дороги А282. Самый восточный мост через Темзу. На момент открытия это был самый длинный вантовый мост Европы, а с 1996 г. является вторым по величине в Великобритании, после Второго Севернского моста. 

## История
Строительство моста начато в августе 1988 года. Конструкция моста была разработана немецким инженером Хеллмутом Хомбергом, эта работа оказалась последней крупной работой известного инженера, так как в 1990 году он скончался. В дальнейшем руководство по строительству взяла на себя организация Cleveland Bridge & Engineering Company. В целом на строительство самого моста было потрачено более 120 млн. фунтов стерлингов и около 30 млн. фунтов стерлингов для проведения автомобильной трассы к виадуку.
Строительство моста было завершено 7 июня 1991 года. 30 октября 1991 года состоялось официальное открытие моста в присутствии королевы Елизаветы II. 

## Конструкция

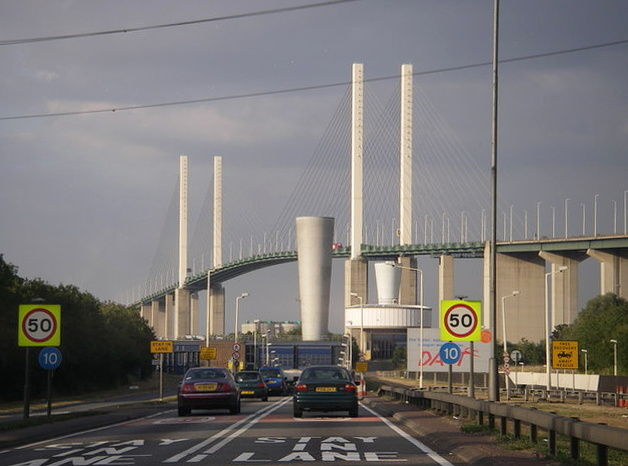
Вход в тоннель

Мост вантовый. Длина моста составляет 812 м, общая длина с подходами — 2872 м. Длина центрального пролёта — 450 м. Общая высота пилонов составляет 137 м (из которых 84 м над мостом и 53 м ниже пролётного строения). Подмостовой габарит составляет 65 м, что позволяет крупным кораблям проходить через лондонский порт. 
Является частью автомобильной дороги А282. Для снижения автомобильной нагрузки на мост рядом имеется также тоннель. По данным некоторых исследователей в среднем через мост проезжает около 72700 автомобилей.